# Altes Rathaus (Stadthagen)

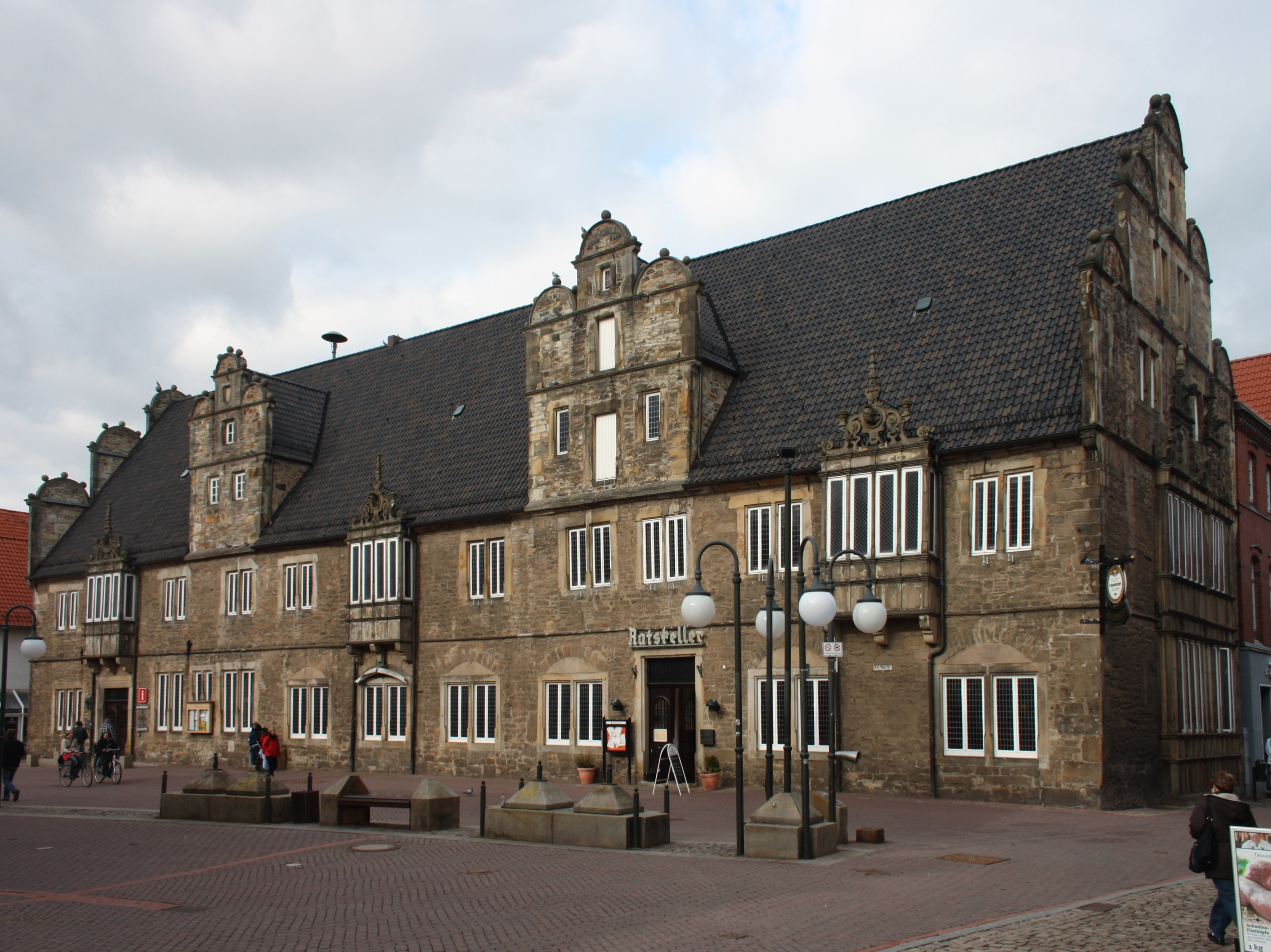
Altes Rathaus Stadthagen (Südseite, zum Marktplatz hin)

Das Alte Rathaus in Stadthagen (Am Markt 1) ist ein aus Obernkirchener Sandstein errichtetes, langgestrecktes ehemaliges Rathaus im Stil der Weserrenaissance.
Obwohl das Gebäude „Altes Rathaus“ heißt, ist es bereits das zweite Stadthäger Rathaus. Das erste, damals in der Niedernstraße 1, an der Ostseite des Marktes, hatte nicht mehr den an öffentliche Gebäude gestellten Ansprüchen genügt, und man fand im Zeughaus an der Nordostecke des Marktplatzes einen geeigneten Ersatz. Dieses sogenannte „Rhumhus“ (oder „Rhumhaus“) war bereits 1529 erwähnt worden. Dieses neu als Rathaus gewählte Gebäude wurde 1595 bis 1602 nach Plänen des Baumeisters Jörg Unkair um einen westlichen Teil erweitert und im Stil der Weserrenaissance repräsentativ modernisiert.
Die Stirnseiten sind mit Welschen Giebeln gegliedert. Die östliche Utlucht ist mit einer Sandsteinplatte mit lateinischen Bibelinschriften (Psalm 127, Salomo Kap. 8) versehen. Auch die beiden traufenständigen Zwerchhäuser an der Südseite zum Markt schließen mit solchen Giebeln. Die drei Erker sind reich bekront und zeigen Wächterköpfe des Flamen Johann Robin. Unter dem mittleren befindet sich der Kieferknochen eines Wals etwa aus der Zeit um 1500. Wahrscheinlich vom ersten älteren Rathaus mitgenommen und verborgen an der Rückseite des Alten Rathauses eingelassen, ist in einem Sandsteinrelief (15. Jahrhundert) ein nackter Zecher oder Affe – als Allegorie der Völlerei – dargestellt. An der Vorderseite sind noch zwei Wappen des älteren Rathauses zu sehen.
Im Alten Rathaus befinden sich heute im linken Teil des Gebäudes im Erdgeschoss die Touristeninformation, im 1. Obergeschoss das Trauzimmer des Standesamtes und im rechten Teil des Gebäudes im Erdgeschoss der Ratskeller mit Restaurant sowie im 1. Obergeschoss ein Festsaal. Das Rathaus der Stadt Stadthagen befindet sich heute in der Rathauspassage 1.